# Lahdenkrooppi
Lahdenkrooppi är en sjö i Finland. Den ligger i kommunen Karleby i landskapet Mellersta Österbotten, i den centrala delen av landet, 400 km norr om huvudstaden Helsingfors. Lahdenkrooppi ligger 1 meter över havet. Arean är 9,9 hektar och strandlinjen är 1,59 kilometer lång. Sjön  ingår i Bottenvikens kustområde.   I omgivningarna runt Lahdenkrooppi växer i huvudsak blandskog.